# 康芳夫
康 芳夫（こう よしお、1937年5月15日 - 2024年12月2日）は、日本のプロデューサー。自称「虚業家」。“伝説のプロデューサー”という異名でも知られる。 東京大学教育学部教育哲学科卒業。
1960年代から1970年代にかけて、テレビ局とタイアップして珍奇な企画を立ち上げて日本中を熱狂させた。広告代理店などの巨大資本や政治・宗教団体から独立的な立ち位置を保った。同時代の先輩であるキョードー東京の永島達司のようにイベントを「事業」として永続させることはできなかった。

## 来歴
東京・西神田にて、中国人の父と日本人の母との間に三人兄妹の次男として生まれた。父親は許世英ら駐日中華民国大使の侍医であり、国共内戦が起きた中国大陸で国民党軍と八路軍の双方で軍医も務めた医師であった。暁星小学校を経て海城高校卒業。横浜国立大学に入学するも1年で中退し、1958年に東京大学に入学する。
東大在学中の1961年に五月祭の企画委員長を務め、ジャズフェスティバルや文化人によるティーチインを開催する。これが康にとってプロデュース業の原点となった。このときに石原慎太郎と知己を得て、1962年に彼の紹介で “赤い呼び屋” と呼ばれた神彰が主催するアート・フレンド・アソシエーションに就職。本格的に興行師としての仕事を開始した。
アート・フレンドは「ソニー・ロリンズ日本招聘」､「大西部サーカス」、富士スピードウェイでの「日本インディ開催」､「アラビア大魔法団」等を催行した。「アラビア大魔法団」について康は〝あんないい加減なものに三島由紀夫が二回も来たのでバカだなと思った〟と後年回顧している。
康の実現しなかった企画に「マイルス・デイヴィス日本招聘」がある。麻薬問題によるマイルス・デイヴィスの入国拒否で多額の負債を抱え、しばらくは出版業で糊口をしのぐが、やがて長年のパートナー神彰と訣別し、単独で活動を再開。金平正紀の協力のもと1972年の日本武道館での「モハメド・アリ対マック・フォスター」、翌年の「トム・ジョーンズ来日公演」を実現させて大いに名を上げる。法外な入場料を不快に感じたトムは来日を拒否したが、康はニューヨーク州の弁護士を通じて自宅からでないように法的に差し止めをかけ、最終的に和解した。
以降の康は「虚業家」を自称し、正統的なプロデュース業からキワモノ的な仕事が多くなった。1973年の石原慎太郎を隊長とする「国際ネッシー探検隊」、1976年の「オリバー君招聘」と「アントニオ猪木対モハメド・アリ」のコーディネートである。アリを呼ぶためにブラック・ムスリムに入信し、マネージャーに近づいて話をつけたという。ベニハナレストラン社長のロッキー青木が会見の金を出したほか、熱海の大金持ちの若いスポンサーを見つけてきて金を工面したともいう。
1977年、ハイチで「トラ対空手家・山元守の試合」を企画。当時のハイチ大統領でありブードゥー教徒、空手ファンでもあったディバリエ・ジュニアは開催をすぐ許可した。しかし、動物愛護協会からのクレームと愛護協会の要職にいたブリジット・バルドーがカーター大統領に妨害の電報を打ったことから、ハイチに援助を行っているアメリカの圧力で中止になった。
1979年の「アントニオ猪木対ウガンダのイディ・アミン大統領」の試合は政変でアミンが国外逃亡し中止を余儀なくされ、1982年のテレビ朝日による「ロサンゼルス五輪独占放映権獲得」、1986年の「ノアの方舟探索プロジェクト」も実現には至らず、康の “呼び屋” としての旺盛な活躍は実質的に1970年代までといえる。
出版分野における仕事には、澁澤龍彥編集の『血と薔薇』創刊、『家畜人ヤプー』出版、『週刊プレイボーイ』での「三浦和義のアナーキー人生相談」プロモート、川尻徹のノストラダムス本プロデュースなどがある。『ヤプー』の出版については「出版をやめろ」と右翼団体が脅しをかけてきた他、警察に逮捕してもらったお礼参りで事務所の備品を破壊される被害に遭ったが、それも逮捕してもらった。後に検事から電話で示談をすすめられ10万円をもらい決着、話題になった。
現在は『家畜人ヤプー』関係の仕事が中心であり、『ヤプー』の映画化は長谷川和彦が監督するということで計画が進んでいたが、予算の面で長谷川監督によると桁が「小さい方に一つ違った」と折り合いが合わず、映画化は実質頓挫した。
また、2010年12月10日に放送されたバラエティ番組『たけしとひとし』に出演した際、イタリアの医師と組んだ「ヒトクローン計画」が進行中であると明かした。
2016年、『ディアスポリス -異邦警察-』でテレビドラマ初出演を果たした。
晩年は、家を追い出され、山谷で過ごしていたことがあった。
2024年12月2日、老衰のため、入院先の群馬県高崎市内の病院で死去した。87歳没。

## 人物
- 「楯の会」の森田必勝、オウム真理教の麻原彰晃は康の事務所に出入りしていた。
- 2006年8月2日、WBAライトフライ級タイトルマッチ（亀田興毅VSファン・ランダエタ戦）をリングサイドで観戦、康の姿がTV中継で確認された。しかし内田裕也と誤認した人が多く、テレビ、ラジオでもそのような内容の報道が散見された。
- 浦沢直樹の漫画「20世紀少年」のキーマン、万丈目胤舟のモデルになっている。
- テリー伊藤が、「僕にこの世界で師匠がいるとすれば、康さんです」と語っている。

## 主なプロデュース内容
- 謎の類人猿オリバー君の来日
- 国際ネッシー探検隊 （隊長：石原慎太郎）
- トム・ジョーンズ来日公演
- モハメド・アリ vs アントニオ猪木戦

## 主な出演作品

### テレビドラマ
- ディアスポリス 異邦警察（2016年4月 - 、MBS・TBS） - コテツ 役[2]

### 映画
- 渇き。（2014年6月27日、ギャガ） - チョウ 役
- 干支天使チアラット（2017年、監督：河崎実）[5] - マンチカン 役
- シャノワールの復讐（2018年、監督：河崎実）[6] - オリバー星人オリ 役
- 緊急検証! THE MOVIE ネッシーvsノストラダムスvsユリ・ゲラー（2019年1月11日、東北新社）[7]
- YARIMAN HUNTER（2022年11月25日公開、企画・原案:横須賀歌麻呂） - R-18指定[8][9][10]

### バラエティ番組
- R30 （2005年7月8日、TBS）
- たけしとひとし （2010年12月10日、日本テレビ）

## 著書
- 『虚業家宣言 クレイをKOした毛沢東商法』（1974年、双葉社）
- 『ネッシーはそこにいる ネス湖国際探検隊の記録』（1974年、浪曼）
- 『虚人魁人康芳夫 国際暗黒プロデューサーの自伝』（2004年、学習研究社）
- 『虚人のすすめ―無秩序(カオス)を生き抜け』（2009年、集英社新書）
- 『虚人と巨人 国際暗黒プロデューサー 康 芳夫と各界の巨人たちの饗宴』（2016年9月１日、辰巳出版）
- 『冥界へのメッセージ』（2025年2月21日、東京キララ社）

## 関連書籍
- 安部譲二『欺してごめん―私が舌を巻いた5人の詐欺師たち』（1993年12月、クレスト社）ISBN 978-4877120115
- 竹熊健太郎『篦棒な人々ー 戦後サブカルチャー偉人伝』（1998年8月、太田出版）ISBN 978-4309408804
- 吉田豪（インタビュアー）『紙のプロレスRADICAL NO.72』（2004年、ダブルクロス）
- 荒木飛呂彦（原作）、鬼窪浩久（漫画）『変人偏屈列伝 エピソード4 康芳夫』（集英社、2004年、初出は『ウルトラジャンプ』2003年3月号）